# Hauts d'Auxerre
Los Hauts d'Auxerre son barrios del Noroeste de la ciudad francesa de Auxerre, los "Hauts d'Auxerre" son barrios pobres y populares de unos 15 000 habitantes.

Más de la mitad de la población es extranjera y muchos habitantes son hijos de la inmigración. Una gran comunidad marroquí está instalada en los "Hauts d'Auxerre", pero también hay portugueses, caribeños y españoles. 
Se puede ver la nueva mezquita d'Auxerre en los "Hauts d'Auxerre" para los musulmanes del barrio. A pesar del desempleo, se puede constatar una actividad riqueza asociativa.
- Datos: Q3128659